# Anthocleista microphylla
Anthocleista microphylla är en gentianaväxtart som beskrevs av Herbert Fuller Wernham. Anthocleista microphylla ingår i släktet Anthocleista och familjen gentianaväxter. Inga underarter finns listade i Catalogue of Life.